# Болдер Флатс (Вајоминг)
Болдер Флатс (енгл. Boulder Flats) насељено је место без административног статуса у америчкој савезној држави Вајоминг.

## Демографија
По попису из 2010. године број становника је 408, што је 27 (7,1%) становника више него 2000. године.
| Група             | 2000.       | 2010.      |
| Белци             | 120 (31,5%) | 86 (21,1%) |
| Афроамериканци    | 1 (0,3%)    | 1 (0,2%)   |
| Азијати           | 0 (0,0%)    | 0 (0,0%)   |
| Хиспаноамериканци | 9 (2,4%)    | 17 (4,2%)  |
| Укупно            | 381         | 408        |